# Georg Otto Carl von Estorff

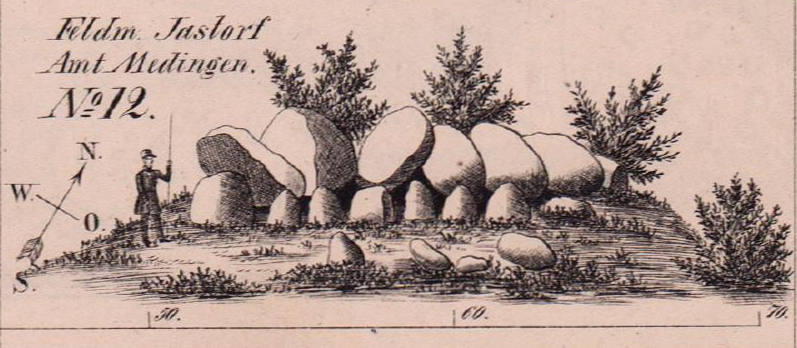
Zeichnung von Grab Nr. 1 der Großsteingräber bei Jastorf in der Buchveröffentlichung von Georg Otto Carl von Estorff von 1846

Georg Otto Carl von Estorff (* 21. Dezember 1811 in Barnstedt; † 8. Oktober 1877 in Bern) war ein Kammerherr, Archäologe und Kunstsammler.

## Leben

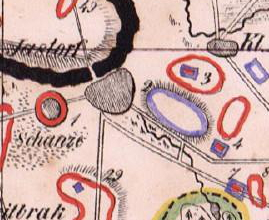
Ausschnitt aus der archäologischen Karte von Georg Otto Carl von Estorff mit den Großsteingräbern bei Jastorf, 1846

Georg Otto Carl von Estorff entstammte dem niedersächsischen Uradelsgeschlecht von Estorff. Er war das zehnte Kind aus der zweiten Ehe des hannoverschen Generalleutnants Albrecht von Estorff (1766–1840) mit Agnese (1775–1852), geborene von Harling und verbrachte seine Kindheit und Jugend auf dem Familiengut in Veerßen. August von Estorff war sein Zwillingsbruder. Es wird berichtet, dass Georg Otto Carl im Alter von acht Jahren im Uelzener Stadtwald vorgeschichtliche Bestattungsurnen ausgegraben hat. Estorff trat zunächst in das preußische Heer ein, wo er als Sekondeleutnant im Westfälisches Ulanen-Regiment Nr. 5 ausschied.
Von Oktober 1836 bis 1840 diente er als Kammerjunker am königlichen Hof in Hannover. Von 1841 bis zu dessen Tod 1843 war er Kammerherr bei dem in Berlin im Exil lebenden ehemaligen niederländischen König Wilhelm I. Seit den 1840er Jahren führte er den Adelstitel Freiherr, was angeblich durch niederländische und preußische Diplome anerkannt worden war.

## Familie
Einer der Gründe für von Estorffs völligen Rückzug Anfang der 1860er Jahre war der Skandal um seine Ehescheidung. Er hatte am 24. Mai 1859 in Stuttgart Luise Henriette, geb. Freiin von Roeder (1831–1889), die wohlhabende Tochter eines württembergischen Obersten, geheiratet. Das Paar hatte eine Tochter Agnes (1860–1942). Bald war das Familienleben überschattet von „Störungen düsterster Art“, so Carl von Prantl in seinem Nachruf. 1863 sorgte von Estorff für die Einweisung seiner Frau in die Anstalt Schloss Werneck, entzog ihr die Tochter und ließ sich 1864 scheiden. Wegen Kindesentzug wurde von Estorff daraufhin von der königlich hannoverschen, später preußischen Staatsanwaltschaft in Lüneburg steckbrieflich verfolgt. Die folgenden gerichtlichen Auseinandersetzungen erregten weithin Aufsehen und wurden mehrfach Thema der Berichterstattung in der Zeitschrift Die Gartenlaube.
1870 heiratete von Estorff in Laibach die Niederländerin Engeline Alida Kruseman, verwitwete Groote (1829–1916), Besitzerin von Schloss Ruckenstein (Gemeinde Sevnica, Slowenien). Sie trennten sich 1873. Ab 1876 lebte von Estorff in Bern. Die Tochter aus erster Ehe heiratete 1888 den Arzt und Professor für Chirurgie Wilhelm Müller.

## Wirken

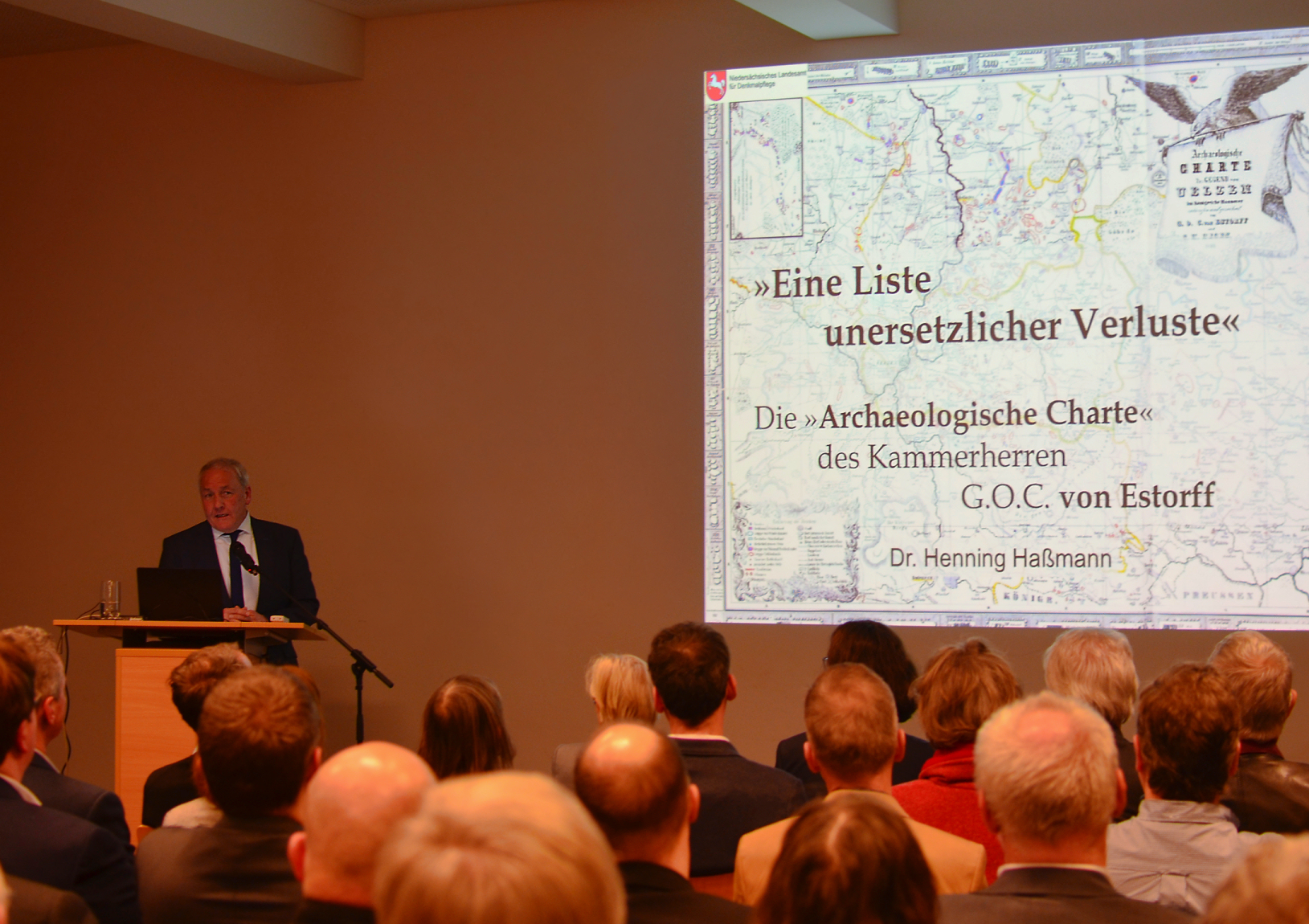
Vortrag des niedersächsischen Landesarchäologen Henning Haßmann zur archäologischen Karte von Georg Otto Carl von Estorff, 2020

Mit 23 Jahren wurde er 1835 vom damals gerade gegründeten Historischen Verein für Niedersachsen beauftragt, „heidnische Altertümer“ im Gebiet um Uelzen zusammen mit dem Stadtförster und Zeichenlehrer an der Gewerbeschule in Uelzen C. H. Hagen zu erfassen und zu beschreiben. Nach zehnjähriger privater Forschungstätigkeit legten Estorff und Hagen 1846 ihre Ergebnisse in der Veröffentlichung Heidnische Alterthümer der Gegend von Uelzen im ehemaligen Bardengaue mit beigefügten Bildertafeln und einer „Archäologische[n] Charte“ vor. Darin beschrieb er 6000 Hügelgräber und 219 Großsteingräber, was als erste archäologische Landesaufnahme in Deutschland gilt. Noch heute ist seine Bestandsaufnahme eine wichtige Quelle für die Vorgeschichte im Landkreis Uelzen. Das Werk beinhaltet Zeichnungen von vor- und frühgeschichtlichen Denkmälern, vor allem Stein- und Hügelgräber, die zum Zeitpunkt seiner Aufnahme in der Mitte des 19. Jahrhunderts noch bestanden und heute größtenteils nicht mehr vorhanden sind. Sie wurden zerstört, weil sie den Bauern beim Beackern ihrer Felder im Wege waren oder als Baumaterial für den Straßenbau genutzt wurden.
Von den 6000 von Estorff beschriebenen Grabhügeln sind heute noch 2609 erhalten und von den 219 Großsteingräbern waren im Jahre 1986 noch 29 erhalten. In gutem Zustand befanden sich nur 12, darunter:
- Hünenbett bei Kahlstorf
- Königsgräber bei Haaßel
- Opferstein von Melzingen
- Steinkiste im Uelzener Stadtwald

Restaurierte Hügelgräber befinden sich:
- Gräberfeld in der Addenstorfer Heide (Bad Bevensen)
- am Stadthafen in Uelzen
- im Stadtgebiet von Bad Bevensen

Estorff lebte als Privatgelehrter zeitweise in Göttingen und auf Schloss Jägersburg bei Forchheim. Er unternahm zahlreiche Reisen, unter anderem in die Niederlande, die Schweiz, nach Belgien, Frankreich sowie Italien und trug eine große vorgeschichtliche Sammlung zusammen. Einen Teil stiftete er 1855/1856 zum Aufbau des Germanischen Nationalmuseums in Nürnberg. Den Großteil, 2443 Stücke, erwarb 1861 König Georg V. von Hannover für die Fideikommiss-Galerie des Gesamthauses Braunschweig-Lüneburg. Mit dieser gelangte die Sammlung Estorff bald danach ins damalige Provinzialmuseum in Hannover, das heutige Niedersächsische Landesmuseum, von dem sie 1926 auch erworben wurde. Die Fundorte der römischen Bronzen in seiner Sammlung mussten seither korrigiert werden: „Das meiste muß er wohl von mehrfachen Italienreisen mitgebracht haben.“
Von Estorff gehörte der archäologischen Sektion des Gesamtvereins der Deutschen Geschichts- und Altertumsvereine an. Ab 1853 war er Vorsitzender der archäologischen Kommission. 1855 bis 1857 war er Präsident der 1. Sektion. Anfang der 1860er Jahre zog er sich völlig zurück.

## Ehrungen und Mitgliedschaften
- Niederländischer Kammerherr
- Königlich Preußischer St. Johanniter-Orden (vor 1846), damit ab 1852 Ehrenritter des Johanniterordens
- k. und k. goldene Medaille für Kunst und Wissenschaft, 1847
- Schwedische goldene Medaille für Kunst und Wissenschaft
- Norwegische goldene Medaille für Kunst und Wissenschaft
- Korrespondierendes Mitglied der Bayerischen Akademie der Wissenschaften, 1857[8]
- Ehrenmitglied, Vaterländisches Museum Carolino-Augusteum Salzburg[9]

## Werke
- Kurzer Abriss der Familiengeschichte der Estorff’s. Schinkel, Haag 1843 (books.google.com).
- Heidnische Alterthümer der Gegend von Uelzen im ehemaligen Bardengaue (Königreich Hannover). Hahn’sche Hof-Buchhandlung, Hannover 1846 (dlib.gnm.de).
- Brief des Freiherrn Karl von Estorff an Herrn Professor E. Desor. Zürich 1869.